# Un dia d'en Data
"Un dia d'en Data" (títol original en anglès "Data's Day") és l’onzè episodi de la quarta temporada de la sèrie de televisió de ciència-ficció estatunidenca Star Trek: La nova generació, i el 85è de tota la sèrie. Es va emetre originalment en redifusió als Estats Units el 7 de gener de 1991. Va ser dirigit per Robert Wiemer. Aquest episodi presenta tant Keiko O'Brien com Spot, el gat mascota de Data.
Ambientada al segle XXIV, la sèrie segueix les aventures de la tripulació de la nau de la Flota Estel·lar de la Federació Enterprise-D sota el comandament del capità Jean-Luc Picard. En aquest episodi, mentre Data contempla el matrimoni imminent de la seva amiga Keiko Ishikawa amb el cap del transportador Miles O'Brien, s'assabenta dels peculiars petits detalls com ara el nerviosisme d'última hora i el balls de saló que envolten les núpcies humanes. Al mateix temps, investiga l'aparent mort de l'ambaixadora de Vulcà que l’ Enterprise estava transportant a la Zona Neutral per tal de dur a terme tractats amb els romulans.

## Argument
El cap del transportador Miles O'Brien (Colm Meaney) i la botànica civil Keiko Ishikawa (Rosalind Chao) estan a punt de casar-se, i a Data] (Brent Spiner) se li ha demanat que entregui la núvia.
Després que la Keiko cancel·li el casament, Data demana consell a Geordi (LeVar Burton) i a la Consellera Troi (Marina Sirtis). Intenta convèncer la Keiko perquè segueixi el casament. Per preparar-se, Data li demana a laDra. Crusher (Gates McFadden) que li ensenyi a ballar. Ella li ensenya claqué i balls de saló.
Mentrestant, l' Enterprise porta l'ambaixadora de Vulcà T'Pel (Sierra Pecheur) a una reunió secreta amb una nau romulana dins de la zona neutral. T'Pel pregunta a Data sobre les capacitats de defensa de l' "Enterprise", però afirma que només estava provant les garanties de seguretat de Data. Durant la trobada de l’ Enterprise amb una Au de Guerra Romulana, els Devora, sembla que T'Pel mor durant un accident de transport. Picard i el capità romulà acorden sortir tots dos de la Zona Neutral.
Tanmateix, Data dedueix que T'Pel no va ser realment assassinada i que els romulans la van teletransportar i van simular l'accident. Picard torna a la Zona Neutral i intercepta els romulans. S'assabenta que T'Pel és en realitat una espia romulana que utilitzava l' Enterprise per tornar als romulans. Diverses aus de guerra entren a la zona neutral i Picard es retira a l'espai de la Federació.
Keiko accepta continuar amb el casament. Ella i Miles són casats pel capità Picard. Data assenyala que entén les emocions de l'amor i la pertinença.

## Repartiment i doblatge al català
La sèrie va ser doblada al català pels estudis Tramontana (primera part) i Soundtrack (segona part) i emesa a TV3 l’any 1991. Els dobladors de l'episodi foren:
| Personatge      | Actor/actriu    | Veu en català    |
| --------------- | --------------- | ---------------- |
| Jean-Luc Picard | Patrick Stewart | Joan Crosas      |
| William Riker   | Jonathan Frakes | Antoni Forteza   |
| Data            | Brent Spinner   | Joaquim Sota     |
| Geordi La Forge | LeVar Burton    | Aleix Estadella  |
| Worf            | Michael Dorn    | Enric Arquimbau  |
| Beverly Crusher | Gates McFadden  | Aurora Garcia    |
| Deanna Troi     | Marina Sirtis   | Victòria Pagès   |
| Miles O'Brien   | Colm Meaney     | Jaume Nadal      |
| Keiko O'Brien   | Rosalind Chao   | Sílvia Vilarrasa |
| Mendak          | Alan Scarfe     | Jordi Vila       |
| V'Sal           | Shelly Desay    | Manel Català     |
| T'Pel/Selok     | Sierra Pecheur  | ?                |

## Producció
La idea d'un episodi que gira al voltant d'un dia típic a l'Enterprise ja va ser expressada per Harold Apter durant la producció de la tercera temporada. Al principi no estava clar des de quina perspectiva s'havia de dir. Finalment, es van decidir per Data, que és l'únic que està despert les 24 hores del dia. La idea d'un casament també havia estat discutida per l'equip de redacció durant un temps. Com que no es volien casar amb cap dels personatges principals o amb un personatge que només apareix una vegada, finalment van triar el personatge secundari que apareix regularment Miles O'Brien. La història dels romulans es va afegir a la insistència del productor Rick Berman.
Ronald D. Moore va fer alguns canvis importants a l'esborrany del guió d'Apter. Entre altres coses, va canviar l'escena de ball a l'holocoberta. En el disseny original, Data havia de portar un vestit blanc i recrear la famosa rutina de ball de John Travolta de Febre del dissabte nit.
Aquest va ser el primer episodi amb el gat de Data, Spot En realitat, al gat no se l'anomena fins a una aparició posterior.

## Recepció
La revista Wired va classificar "Un dia d'en Data" com un dels millors de "Star Trek: La nova generació" en una revisió del 2012. Lloen l'actuació magistral de Brent Spiner com a Data al llarg de l'episodi, oferint el que anomenen una "perspectiva de Pinotxo" a la trama.El 2019, ThoughtCo va classificar "Un dia d'en Data" com el setè millor episodi d'aquesta sèrie, assenyalant la seva visió especial i emotiva d'un dia a bord de l'Enterprise-D.
El 2019, Den of Geek va assenyalar aquest episodi per incloure elements romàntics, assenyalant el casament del cap Miles O'Brien i Keiko. Aquest episodi va ser assenyalat pel Chicago Tribune el 1996 per presentar el personatge de Keiko interpretat per l'actriu Rosalind Chao, també va aparèixer com un personatge recurrent a Star Trek: Deep Space Nine.
Aquest episodi es va assenyalar a To Boldly Go: Essays on Gender and Identity in the Star Trek Universe per presentar el matrimoni de Keiko i O'Brien, que va ser l'única relació reeixida a llarg termini en la totalitat de Star Trek. També assenyalen que les seves històries continuen a Star Trek: Deep Space Nine i que tenen dos fills, Molly i Kirayoshi.
El 2019, Screen Rant va classificar "Un dia d'en Data" com el setè episodi més divertit de Star Trek: La nova generació.
El 2020, Gamespot va recomanar aquest episodi com a antecedents sobre el personatge de Data.
El 2021, Tom's Guide va dir que aquest era un episodi més "personal" que va ajudar a donar a l'univers "Star Trek" "un nou sentit de la realitat".
Keith DeCandido de Tor Books li va donar 7 sobre 10 i el qualifica com un bon episodi de Star Trek: La nova generació. Li agradava la idea de viure un dia típic a l'Enterprise a través dels ulls de Data. Això faria que l'espectador s'adonés que la tripulació del vaixell és en realitat una gran comunitat. Tanmateix, va trobar la trama una mica sobrecarregada per a un dia “típic”, amb un casament, un naixement i la visita d'un ambaixador. DeCandido va elogiar la presentació de Rosalind Chao com a Keiko O'Brien i la fantàstica escena holocoberta en què la Dra. Crusher ensenya a Data a ballar. Tanmateix, va trobar avorrit la història que envoltava T'Pel/Selok i que Sierra Pecheur tampoc va interpretar bé el personatge.

## Llançaments en mitjans domèstics
"Un dia d'en Data" es va publicar amb la caixa del DVD de la quarta temporada de Star Trek: La nova generació, llançat als Estats Units el 3 de setembre de 2002.
El 23 d'abril de 1996, els episodis "Un dia d'en Data" i "La ferida" van ser llançats en LaserDisc als Estats Units per Paramount Home Video inclosos en un sol disc òptic de 12 polzades de doble cara.